# Nercely Soto
Nercely Desirée Soto Soto, född 23 augusti 1990, är en venezuelansk kortdistanslöpare. 
Soto tävlade för Venezuela vid olympiska sommarspelen 2012 i London, där hon blev utslagen i försöksheatet på 200 meter. Vid olympiska sommarspelen 2016 i Rio de Janeiro blev Soto utslagen i semifinalen på 200 meter.

## Personliga rekord
| Utomhus - 100 meter – 11,49 (Santiago de Chile, 8 april 2016) - 200 meter – 22,53 (Caracas, 12 maj 2012) 0NR0 - 400 meter – 51,94 (Trujillo, 26 november 2013) 0NR0 | Inomhus - 60 meter – 7,43 (Lynchburg, 6 mars 2020) - 200 meter – 24,04 (Lynchburg, 6 mars 2020) 0NR0 - 400 meter – 57,27 (Birmingham, 10 februari 2018) 0NR0 |